# Stausee Kohlstatt-Brunnenbach
Der Stausee Kohlstatt-Brunnenbach (auch Stausee Oberdigisheim genannt) ist ein Hochwasserrückhaltebecken und auf 795 m über NN einer der höchstgelegenen Stauseen in Baden-Württemberg. Er staut den Kohlstattbrunnenbach und befindet sich vollständig im Gebiet der Stadt Meßstetten im Zollernalbkreis. Der See liegt auf der Hochfläche des Großen Heubergs zwischen dem Meßstettener Ortsteil Oberdigisheim und der Nachbargemeinde Obernheim.

## Anlage

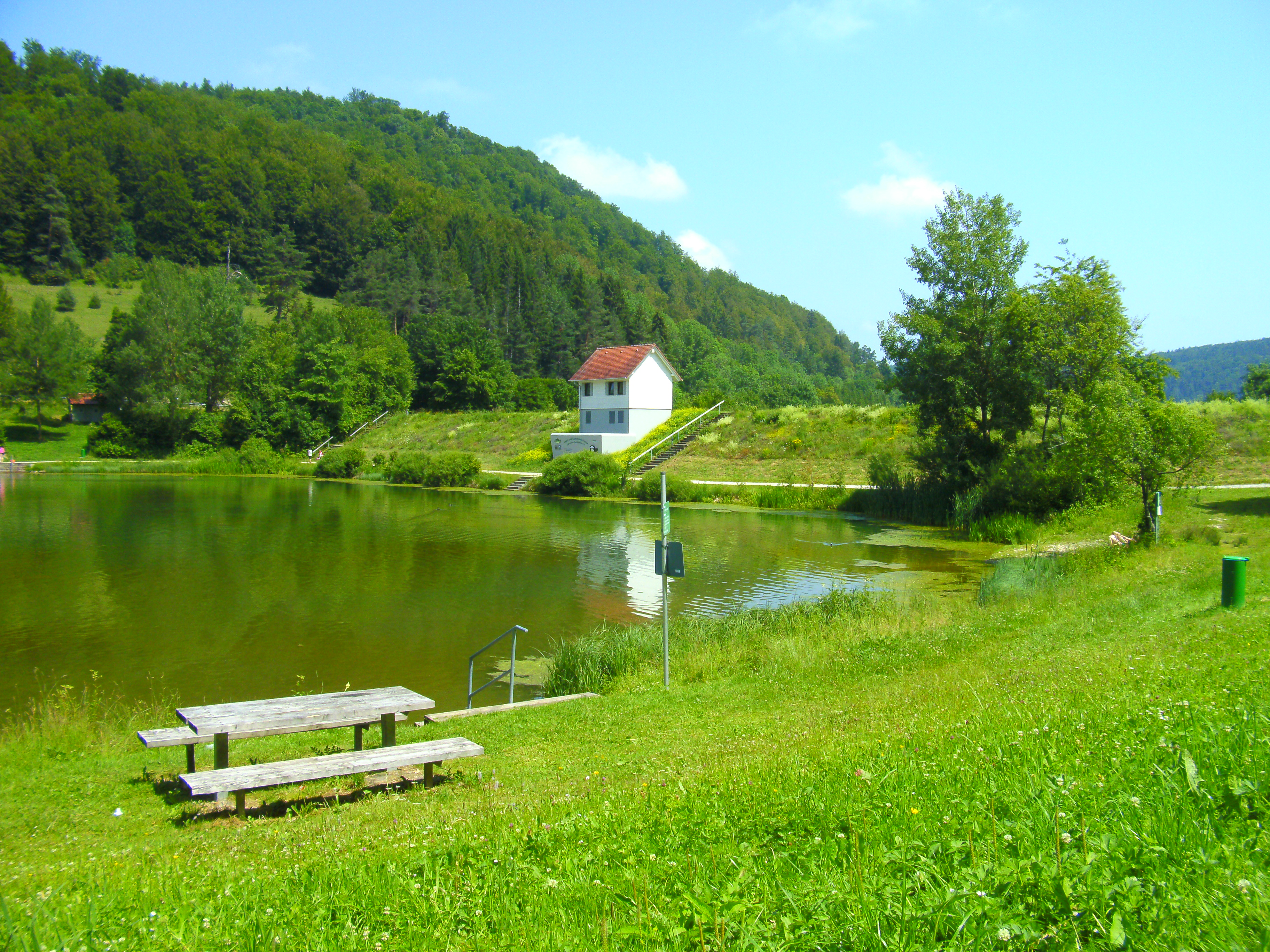
Staudamm des Stausees

Ende der 1970er Jahre fiel die Entscheidung für den Bau des Hochwasserrückhaltebeckens; am 26. Juni 1983 fand die offizielle Einweihung des 3,5 Millionen DM teuren Bauwerks statt. Betreiber ist die Stadt Meßstetten.
Der Stausee ist ständig zum Teil eingestaut. Bei Dauerstau ist die Wasserfläche rund 3,8 ha groß; sie kann bei Hochwasser auf bis zu rund 7,6 ha anwachsen. Bei Dauerstau enthält der See 88.000 m³ Wasser und ist am tiefsten Punkt rund 7 m tief, bei Hochwasser bis zu etwa 12 m.
Das Staubecken hat eine Länge von rund 350 m und eine Breite von rund 150 m. Die Flachwasserzone ist rund 2 ha groß.
Neben dem Hochwasserschutz wird der Stausee auch für den Schwimmsport, als Kneippanlage, als kostenloser Übernachtungsplatz, zur Naherholung, als Löschwasservorrat und für die Sportfischerei genutzt. Um den See herum findet man Wiesen, die zum Teil Feuchtwiesen sind, Heidegebiet mit Wacholder und Wald mit Fichten und Buchen. Der Stausee kann direkt mit Wohnmobilen, Autos und Fahrrädern angefahren werden.

### Badestellen
Der untere Teil des Sees ist bis zur Bojenkette für den Schwimmsport freigegeben. Ehrenamtliche Rettungsschwimmer gewährleisten die Sicherheit. Die Rettungsschwimmer warnen in Oberdigisheim  bei drohenden Gefahren mit Flaggen.
Für Notfälle wird eine jederzeit über Notruf 112 alarmierbare Wasserrettungsausrüstung mit Boot in Oberdigisheim vorgehalten.

### Flaggen in Oberdigisheim
Schilder am See
| Flagge  | Bedeutung |
| ------- | --- |
|         | Rettungsschwimmer im Dienst. Wenn direkt am Wasser aufgestellt: Grenzt den überwachten Badebereich ein.                          |
|         | Gefahr! Schwimmen verboten signalisiert akute Gefahrenlage wie Strömung, hoher Wellengang oder Wasserverschmutzung, Lebensgefahr |
| Weitere | |
|         | Taucher im Wasser (siehe Taucherflagge)                                                                                          |

### Rückbauten
Aus haftungsrechtlichen Gründen wurden ein Kletterberg und ein Ponton rückgebaut. Einst war der See für die zahlreichen Badegäste und Schwimmsportler aufgewertet worden. Für Badegäste wurden in den Einstiegsbereichen des Sees Treppen und Kiesbänke angelegt. Besonders die jüngeren Badegäste nutzten einst einen Schwimmponton und einen Klettereisberg in der Mitte des Stausees.

### Kreisstraße 7172

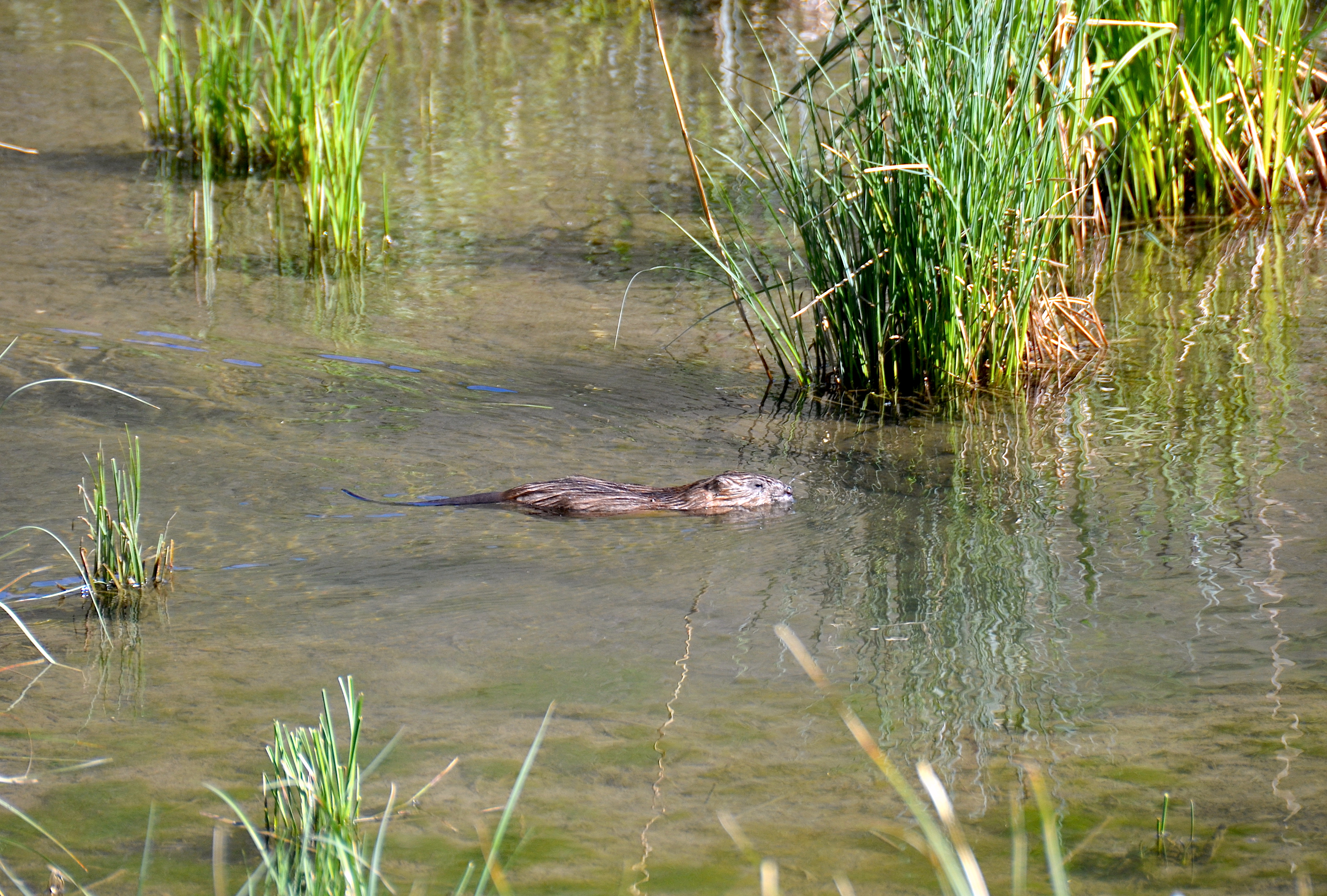
Biber im See

An der Kreisstraße 7172 gibt es einen Amphibiendurchlass, feste und mobile Leiteinrichtungen des Amphibienschutzes.